# Calidad personal
Calidad personal es la característica de la persona que, manteniendo su autoestima, es capaz de satisfacer expectativas de las personas con las que se relaciona. Alguien con calidad personal, tendrá la inteligencia de poder mantener una relación de pareja, relacionarse con la sociedad y mantener un equilibrio en la toma de sus decisiones, teniendo en cuenta si su emoción será inteligente. La calidad personal es la base de las demás calidades.

## El concepto en la empresa
Es un concepto creado por uno de los gurús de Calidad: Claus Moller, fundador de una de la consultora TMI World.
Claus fue el primero en decir que no puedes tener una empresa de calidad, sin personas de calidad y desarrolló un programa y talleres muy prácticos para desarrollar la calidad personal en las empresas y en las familias, para desarrollar mejores personas, orgullosas de lo que hacen y lograr comprender la calidad y abrirse a la misma. Estos programas son ideales antes o durante procesos de implantación de calidad "hard" como los de ISO, seis sigma, 5 s´s, etc., así como ante implantaciones de nuevos sistemas, para sensibilizar al personal y romper las barreras personales ante este tipo de procesos.